# Porroglossum parsonsii
Porroglossum parsonsii är en orkidéart som beskrevs av Carlyle August Luer. Porroglossum parsonsii ingår i släktet Porroglossum och familjen orkidéer.
Artens utbredningsområde är Colombia. Inga underarter finns listade i Catalogue of Life.